# Prêmio Globo de Melhores do Ano de melhor atriz de novela
O Prêmio Globo de Melhores do Ano para Melhor Atriz de Novela é um prêmio anual destinado a melhor interpretação feminina da televisão brasileira da TV Globo. Entre 1995 e 2019, a premiação foi apresentada pelo apresentador Faustão durante o Domingão do Faustão, passando a ser realizada a partir de 2021 pelo Domingão com Huck sob a apresentação do apresentador Luciano Huck. Entre 1995 e 2013 a categoria era intitulada apenas como "Melhor Atriz".

## História
Em 28 cerimônias, o Melhores do Ano já premiou 22 atrizes diferentes. A categoria não diferencia atrizes que fazem protagonista ou antagonista, ambas podem ser indicadas. A primeira atriz a receber o prêmio foi Aracy Balabanian por A Próxima Vítima na cerimônia de 1995. Entre 1995 e 2013 a categoria era denominada "Melhor Atriz" e a partir de 2014 passou a chamar "Melhor Atriz de Novela", em razão da criação da categoria Melhor Atriz de Série em 2014.

## Vencedoras e indicadas
|  | Indica a vencedora |

### Década de 1990
Fonte: 
| Ano  | Intérprete           | Novela               | Personagem                  |
| ---- | -------------------- | -------------------- | --------------------------- |
| 1995 | Aracy Balabanian     | A Próxima Vítima     | Filomena Ferreto Giardini   |
| 1996 | Eva Wilma            | O Rei do Gado        | Marieta Berdihnazzi         |
| 1997 | Não houve premiação. | Não houve premiação. | Não houve premiação.        |
| 1998 | Adriana Esteves      | Torre de Babel       | Sandra "Sandrinha" da Silva |
| 1999 | Malu Mader           | Força de um Desejo   | Ester Ramos Delamare Sobral |
| 2000 | Vera Fischer         | Laços de Família     | Helena Lacerda              |

### Década de 2000
Fonte: 
| Ano  | Intérprete          | Novela               | Personagem                              |
| ---- | ------------------- | -------------------- | --------------------------------------- |
| 2001 | Cássia Kis Magro    | Porto dos Milagres   | Adma Guerrero                           |
| 2002 | Giovanna Antonelli  | O Clone              | Jade El Adib Rachid                     |
| 2002 | Ana Paula Arósio    | Esperança            | Camille                                 |
| 2002 | Glória Menezes      | O Beijo do Vampiro   | Zoroastra Marques                       |
| 2003 | Adriana Esteves     | Kubanacan            | Lola Calderón Fuentes                   |
| 2003 | Giulia Gam          | Mulheres Apaixonadas | Heloísa Moraes Vasconcelos              |
| 2003 | Christiane Torloni  | Mulheres Apaixonadas | Helena Moraes Ribeiro Alves             |
| 2004 | Susana Vieira       | Senhora do Destino   | Maria do Carmo Ferreira da Silva        |
| 2004 | Cláudia Abreu       | Celebridade          | Laura Prudente da Costa                 |
| 2004 | Renata Sorrah       | Senhora do Destino   | Nazaré Esteves Tedesco (Naza) / Lourdes |
| 2005 | Christiane Torloni  | América              | Haydée Lopes Prado                      |
| 2005 | Deborah Secco       | América              | Sol de Oliveira                         |
| 2005 | Priscila Fantin     | Alma Gêmea           | Serena Anauê Souza Dias                 |
| 2006 | Taís Araújo         | Cobras & Lagartos    | Ellen dos Santos                        |
| 2006 | Fernanda Montenegro | Belíssima            | Beatriz "Bia" Falcão                    |
| 2006 | Lília Cabral        | Páginas da Vida      | Marta Toledo Flores                     |
| 2007 | Camila Pitanga      | Paraíso Tropical     | Francisbel "Bebel" dos Santos           |
| 2007 | Alessandra Negrini  | Paraíso Tropical     | Paula Bastos / Taís Grimaldi            |
| 2007 | Glória Pires        | Paraíso Tropical     | Lúcia Vilela Cavalcanti                 |
| 2008 | Patricia Pillar     | A Favorita           | Flora Pereira da Silva                  |
| 2008 | Cláudia Raia        | A Favorita           | Donatela da Silva Duarte Fontini        |
| 2008 | Mariana Ximenes     | A Favorita           | Lara Pereira Fontini                    |
| 2009 | Alinne Moraes       | Viver a Vida         | Luciana Saldanha Ribeiro                |
| 2009 | Juliana Paes        | Caminho das Índias   | Maya Meetha Ananda                      |
| 2009 | Lília Cabral        | Viver a Vida         | Tereza Saldanha                         |
| 2010 | Cláudia Raia        | Ti Ti Ti             | Jaqueline Maldonado                     |
| 2010 | Mariana Ximenes     | Passione             | Clara Miranda Medeiros                  |
| 2010 | Nathalia Dill       | Escrito nas Estrelas | Viviane Ferreira                        |

### Década de 2010
Fonte: 
| Ano  | Intérprete         | Novela                  | Personagem                             |
| ---- | ------------------ | ----------------------- | -------------------------------------- |
| 2011 | Lília Cabral       | Fina Estampa            | Griselda da Silva Pereira              |
| 2011 | Christiane Torloni | Fina Estampa            | Tereza Cristina Siqueira               |
| 2011 | Glória Pires       | Insensato Coração       | Norma Pimentel Amaral                  |
| 2012 | Adriana Esteves    | Avenida Brasil          | Carmen "Carminha" Lúcia                |
| 2012 | Débora Falabella   | Avenida Brasil          | Nina García Hernández                  |
| 2012 | Cláudia Abreu      | Cheias de Charme        | Chayene (Jociléia Imbuzeiro)           |
| 2013 | Paolla Oliveira    | Amor à Vida             | Paloma Khoury                          |
| 2013 | Susana Vieira      | Amor à Vida             | Pilar Rodriguez Khoury                 |
| 2013 | Vanessa Giácomo    | Amor à Vida             | Aline Noronha                          |
| 2014 | Cláudia Abreu      | Geração Brasil          | Pamela Parker-Marra                    |
| 2014 | Bruna Linzmeyer    | Meu Pedacinho de Chão   | Juliana Alves                          |
| 2014 | Lília Cabral       | Império                 | Maria Marta Medeiros                   |
| 2015 | Giovanna Antonelli | A Regra do Jogo         | Atena Torremolinos                     |
| 2015 | Alinne Moraes      | Além do Tempo           | Lívia Diffiori Castellini/Beraldini    |
| 2015 | Drica Moraes       | Verdades Secretas       | Carolina Britto Ticiano                |
| 2016 | Camila Pitanga     | Velho Chico             | Maria Tereza de Sá Ribeiro             |
| 2016 | Andreia Horta      | Liberdade, Liberdade    | Joaquina da Silva Xavier               |
| 2016 | Marina Ruy Barbosa | Totalmente Demais       | Eliza de Assis Monteiro                |
| 2017 | Paolla Oliveira    | A Força do Querer       | Jeiza Nascimento Rocha                 |
| 2017 | Juliana Paes       | A Força do Querer       | Fabiana Duarte Feitosa (Bibi Perigosa) |
| 2017 | Letícia Colin      | Novo Mundo              | Leopoldina de Habsburgo-Lorena         |
| 2018 | Giovanna Antonelli | Segundo Sol             | Luzia Batista / Ariella Arlesisla      |
| 2018 | Bianca Bin         | O Outro Lado do Paraíso | Clara Tavares                          |
| 2018 | Deborah Secco      | Segundo Sol             | Karoline "Karola" Figueiredo Falcão    |
| 2019 | Juliana Paes       | A Dona do Pedaço        | Maria da Paz Sobral Ramirez            |
| 2019 | Alice Wegmann      | Órfãos da Terra         | Dalila Abdallah / Basma Bakri          |
| 2019 | Grazi Massafera    | Bom Sucesso             | Paloma da Silva                        |

### Década de 2020
Fonte: 
| Ano  | Intérprete           | Novela               | Personagem                                     |
| ---- | -------------------- | -------------------- | ---------------------------------------------- |
| 2020 | Não houve premiação. | Não houve premiação. | Não houve premiação.                           |
| 2021 | Regina Casé          | Amor de Mãe          | Lurdes dos Santos Silva                        |
| 2021 | Adriana Esteves      | Amor de Mãe          | Thelma Lopes Nunes                             |
| 2021 | Jéssica Ellen        | Amor de Mãe          | Camila dos Santos                              |
| 2022 | Isabel Teixeira      | Pantanal             | Maria Pereira Santos (Maria Bruaca)            |
| 2022 | Alanis Guillen       | Pantanal             | Juma Marruá                                    |
| 2022 | Dira Paes            | Pantanal             | Filomena Aparecida (Filó)                      |
| 2023 | Letícia Colin        | Todas as Flores      | Vanessa da Cruz Valente                        |
| 2023 | Barbara Reis         | Terra e Paixão       | Aline Barroso Machado                          |
| 2023 | Sheron Menezzes      | Vai na Fé            | Solange da Silva Carvalho (Sol)                |
| 2024 | Andréa Beltrão       | No Rancho Fundo      | Josefa Maria d'Assunção Limoeiro Leonel (Zefa) |
| 2024 | Adriana Esteves      | Mania de Você        | Mércia Dumas / Sônia Carmelo                   |
| 2024 | Agatha Moreira       | Mania de Você        | Luma Gurgel Molina                             |

## Estatísticas e recordes
| Sub–categoria                                     | Melhor Atriz de Novela | Melhor Atriz de Novela |
| ------------------------------------------------- | --- | ---------------------- |
| Atrizes com mais prêmios                          | Adriana Esteves (3), Giovanna Antonelli (3), Camila Pitanga (2), Paolla Oliveira (2) |                        |
| Atrizes com mais indicações                       | Adriana Esteves (5), Lilia Cabral (4), Christiane Torloni (4), Cláudia Abreu (3), Juliana Paes (3), Claudia Raia (2), Susana Vieira (2), Alinne Moraes (2), Ana Paula Arósio (2), Camila Pitanga (2), Glória Pires (2), Mariana Ximenes (2), Paolla Oliveira (2), Patricia Pillar (2), Letícia Colin (2) |                        |
| Atrizes com mais indicações sem nunca ter ganhado | Regina Duarte (2), Glória Pires (2), Ana Paula Arósio (2), Mariana Ximenes (2), Deborah Secco (2) |                        |
| Atriz que recebeu o prêmio em um período curto    | Giovanna Antonelli por A Regra do Jogo (2015) e Segundo Sol (2018), 3 anos de diferença |                        |
| Atriz que recebeu o prêmio em um período longo    | Adriana Esteves por Torre de Babel (1998) e Avenida Brasil (2012), 14 anos de diferença |                        |
| Atriz mais jovem a ganhar                         | Giovanna Antonelli aos 26 anos por O Clone (2002) |                        |
| Atriz mais jovem a ser indicada                   | Marina Ruy Barbosa aos 21 anos por Totalmente Demais (2016) |                        |
| Atriz mais velha a ganhar                         | Regina Casé ao 67 anos por Amor de Mãe (2021) |                        |
| Atriz mais velha a ser indicada                   | Fernanda Montenegro aos 77 anos por Belíssima (2006) |                        |
| Atriz estrangeira indicada                        | Giulia Gam da Itália por Mulheres Apaixonadas (2003) |                        |